# Woollinsovo činidlo
Woollinsovo činidlo je organická sloučenina obsahující fosfor a selen, obdoba Lawessonova činidla, používaná k selenačním reakcím. Tuto látku objevil John Derek Woollins.

## Příprava
Woollinsovo činidlo lze zakoupit či připravit v laboratoři zahříváním směsi dichlorfenylfosfinu se selenidem sodným (Na2Se), získaným reakcí selenu se sodíkem v kapalném amoniaku.
Další možností přípravy je reakce selenu s (PPh)5.

## Použití
Hlavním využitím Woollinsova činidla jsou selenace karbonylových sloučenin, Woollinsovo činidlo například přeměňuje ketony na selenoketony. Také jej lze použít na selenonace karboxylových kyselin, alkenů, alkynů a nitrilů.